# Sorø Kommune (1970-2006)
Sorø Kommune i Vestsjællands Amt blev dannet ved kommunalreformen i 1970. Ved strukturreformen i 2007 blev den udvidet til den nuværende Sorø Kommune ved indlemmelse af Dianalund Kommune og Stenlille Kommune.

## Tidligere kommuner
Sorø havde været købstad, men det begreb mistede sin betydning ved kommunalreformen. 5 sognekommuner blev lagt sammen med Sorø købstad til Sorø Kommune:
| Kommune            | Folketal 1. januar 1970 | Byer                                   |
| ------------------ | ----------------------- | -------------------------------------- |
| Sorø               | 5.620                   | Sorø                                   |
| Bromme             | 487                     |                                        |
| Lynge-Broby        | 3.528                   | Frederiksberg, Lynge og Broby Overdrev |
| Pedersborg         | 1.561                   | Pedersborg (bydel i Sorø)              |
| Slaglille-Bjernede | 1.281                   |                                        |
| Alsted-Fjenneslev  | 1.230                   | Fjenneslev                             |
| I alt              | 13.707                  |                                        |

Tallet for Alsted-Fjenneslev er fra september 1965. I 1970 var denne sognekommune indeholdt i Fjenneslev Kommune, som man forsøgte at oprette mellem Sorø og Ringsted, men det måtte opgives. De to andre sognekommuner i Fjenneslev Kommune, Bringstrup-Sigersted og Gyrstinge, kom til Ringsted Kommune.

## Sogne
Sorø Kommune bestod af følgende sogne, alle fra Alsted Herred:
- Alsted Sogn
- Bjernede Sogn
- Bromme Sogn
- Fjenneslev Sogn
- Lynge Sogn
- Pedersborg Sogn
- Slaglille Sogn
- Sorø Sogn
- Vester Broby Sogn

## Borgmestre[4]
| Navn         | Parti             | Periode   |
| ------------ | ----------------- | --------- |
| Ingvar Knap  | Socialdemokratiet | 1970-1974 |
| Ib Trojaborg | Venstre           | 1974-1990 |
| Ivan Hansen  | Socialdemokratiet | 1990-2006 |